# Kogileri, Mulbagal
Kogileri là một làng thuộc tehsil Mulbagal, huyện Kolar, bang Karnataka, Ấn Độ.